# Leichtathlet des Jahres
Die Wahl zum Leichtathleten des Jahres findet in vielen Ländern statt, wobei die Preisträger auf unterschiedliche Weise gewählt werden, meist von einer Fachjury oder durch allgemeine Publikumswahl.
Auf internationaler Ebene werden diese Auszeichnung sowie weitere Sonderauszeichnungen von World Athletics und der European Athletic Association (EAA) verliehen.

## Nationale Ehrungen
- Die Wahlen zum Leichtathlet des Jahres werden vom DLV durchgeführt.
- Die Wahlen der Schweizer Leichtathleten des Jahres werden vom Schweizerischen Leichtathletik-Verband (Swiss Athletics) durchgeführt.
- Die Wahlen der Österreichischen Leichtathleten des Jahres werden vom Österreichischen Leichtathletik-Verband durchgeführt.

## Internationale Ehrungen
- Europas Leichtathlet des Jahres (EAA)
- Welt-Leichtathlet des Jahres (World Athletics)